# Agrotis obliviosa
Agrotis obliviosa är en fjärilsart som beskrevs av Walker 1856. Agrotis obliviosa ingår i släktet Agrotis och familjen nattflyn. Inga underarter finns listade i Catalogue of Life.